# Real Vicenza
El Real Vicenza Società Sportiva Dilettantistica es un club de fútbol italiano de la ciudad de Vicenza, en Véneto. Fue fundado en el 2010.
Desde el 14 de julio de 2015 el club está activo solo en el sector juvenil.

## Historia
Fue fundado en el año 2010 a raíz de la fusión de los equipos Leondari Sole, Cavazzale Calcio y Real Vicenza Laghetto e iniciaron en la Eccellenza Véneto.
En la temporada 2011/12 lograron el ascenso a la Serie D por vía de la eliminatoria, terminando en su año de debut en el quinto lugar en el Grupo C, pero optaron por aplicar la promoción a la Lega Pro Seconda Divisione, la liga profesional más débil de Italia, y así explotar mejor su potencial.
La Aplicación se hizo efectiva el 5 de agosto del 2013 y el Real Vicenza fue admitido en la Lega Pro Seconda Divisione, solo un nivel por debajo de sus rivales de ciudad, el Vicenza Calcio, quien descendió a la Lega Pro Prima Divisione en la temporada 2012/13.

## Palmarés
- Coppa Italia Veneto: 1

2011/12